# Condado de Montijo
El condado de Montijo, o del Montijo, es un título nobiliario español, de Castilla, que desde 1697 goza de grandeza de España. Fue concedido por el rey Felipe III, mediante real cédula del 13 de diciembre de 1599, en favor de Juan Portocarrero y Manuel, su mayordomo, señor de las villas del Montijo, la Puebla de la Calzada y Crespa en Extremadura, caballero de la Orden de Santiago.
El concesionario era hijo de Cristóbal Osorio Portocarrero, II señor de Montijo, y de María Manuel de Villena, su mujer, dama de la emperatriz Isabel; nieto de Juan Portocarrero, I marqués de Villanueva del Fresno, IX señor de Moguer, comendador mayor de Castilla en la Orden de Santiago, y de María Osorio, de los condes de Lemos, y materno de Juan Manuel de Villena, III señor de Cheles, y de Isabel de Mendoza (hermana de la duquesa de Braganza); biznieto de Pedro Portocarrero el Sordo, señor de Moguer, del Consejo de los reyes Juana I y Carlos I y también comendador mayor de Castilla, y de Juana de Cárdenas, señora de la Puebla del Maestre, y tataranieto por varonía del maestre de Santiago Juan Pacheco, marqués de Villena, que dominó la política castellana durante el tercer cuarto del siglo XV, y de María Portocarrero, su segunda mujer, señora de Moguer y de Villanueva del Fresno. También fue tatarabuelo suyo el último maestre de Santiago: Alonso de Cárdenas, tan destacado en la guerra de Granada. 
La grandeza de España de segunda clase fue concesión de Carlos II por real decreto del 27 de octubre de 1697 y real despacho del 6 de diciembre del mismo año, en favor del IV conde: Cristóbal Portocarrero de Guzmán y Luna, su mayordomo, XI conde también de Teba y III de Fuentidueña, VIII marqués de la Algaba, IX de Ardales y IV de Valderrábano, capitán general de Extremadura, comisario general de la Infantería y la Caballería de España, de los Reales Consejos de Estado y Guerra, caballero de la Orden de Santiago.
En virtud de un entronque del siglo XVIII, y por haberse extinguido en 1829 la línea directa de los Zúñiga-Avellaneda, recayó en los condes de Montijo una casa de grandeza inmemorial: la de los condes de Miranda del Castañar y duques de Peñaranda de Duero. Pese a ello, tres sucesivos condes de Montijo —del VII a la IX— usaron con preferencia este título, posponiendo aquellos de grandeza más antigua que también poseían.
La IX condesa de Montijo fue la famosa Francisca de Sales Portocarrero, Paca Alba, que casó con Jacobo Fitz-James Stuart y Ventimiglia, XV duque de Alba. Su hermana Eugenia de Guzmán, condesa de Teba, fue emperatriz de los franceses por su matrimonio con Napoleón III.
Los títulos de conde de Montijo y duque de Peñaranda de Duero quedaron agregados a la casa de Alba, pero solo por una generación: en la persona de Carlos Fitz-James Stuart y Portocarrero (XVI duque de Alba, IX de Berwick, XVII de Peñaranda, X conde de Montijo, etc.) Después de los días de este señor, ambos pasaron a su hijo segundo: Hernando Fitz-James Stuart y Falcó, progenitor de la línea en que siguen actualmente. En 1953 esta línea menor se subrogó en la primogenitura agnada de los Fitz-James Stuart, al morir sin hijos varones el XVII duque de Alba. Y recayó en ella por tanto el ducado inglés de Berwick, de régimen agnaticio, que desde entonces se separó del título español homónimo, de sucesión regular. Actualmente, el duque de Berwick en España es el duque de Alba, pero en el Reino Unido lo es su primo segundo Jacobo Fitz-James Stuart y Gómez, XX duque de Peñaranda de Duero y XIII conde de Montijo.

## Lista de señores y condes
|                                                            | Titular                                                  | Periodo                                  |
| Señores de Montijo Concesión de Carlos I                   | Señores de Montijo Concesión de Carlos I                 | Señores de Montijo Concesión de Carlos I |
| ---------------------------------------------------------- | -------------------------------------------------------- | ---------------------------------------- |
| I                                                          | Pedro Portocarrero (II marqués de Villanueva del Fresno) | 1550-1557                                |
| II                                                         | Cristóbal Osorio Portocarrero                            | 1557-1571                                |
| III                                                        | Juan Portocarrero y Manuel (el I conde)                  | 1571-1606                                |
| Condes de Montijo Creación por Felipe III                  |                                                          |                                          |
| I                                                          | Juan Portocarrero y Manuel                               | 1599-1606                                |
| II                                                         | Cristóbal Portocarrero                                   | 1606-1616                                |
| III                                                        | Cristóbal Portocarrero                                   | 1616-1658                                |
| Grandeza de España perpetua otorgada por Carlos II en 1697 |                                                          |                                          |
| IV                                                         | Cristóbal Portocarrero de Guzmán y Luna                  | 1658 -1704                               |
| V                                                          | Cristóbal Gregorio Portocarrero y Funes de Villalpando   | 1704-1763                                |
| VI                                                         | María Francisca de Sales Portocarrero de Guzmán y Zúñiga | 1763-1808                                |
| VII                                                        | Eugenio Eulalio Portocarrero y Palafox                   | 1808-1834                                |
| VIII                                                       | Cipriano Portocarrero y Palafox                          | 1834-1839                                |
| IX                                                         | María Francisca de Sales Portocarrero y Kirkpatrick      | 1839-1860                                |
| X                                                          | Carlos María Fitz-James Stuart y Portocarrero            | 1860-1901                                |
| XI                                                         | Hernando Carlos Fitz-James Stuart y Falcó                | 1902-1936                                |
| XII                                                        | Fernando Alfonso Fitz-James Stuart y Saavedra            | 1939-1971                                |
| XIII                                                       | Jacobo Hernando Fitz-James Stuart y Gómez                | 1971-hoy                                 |

## Historia genealógica

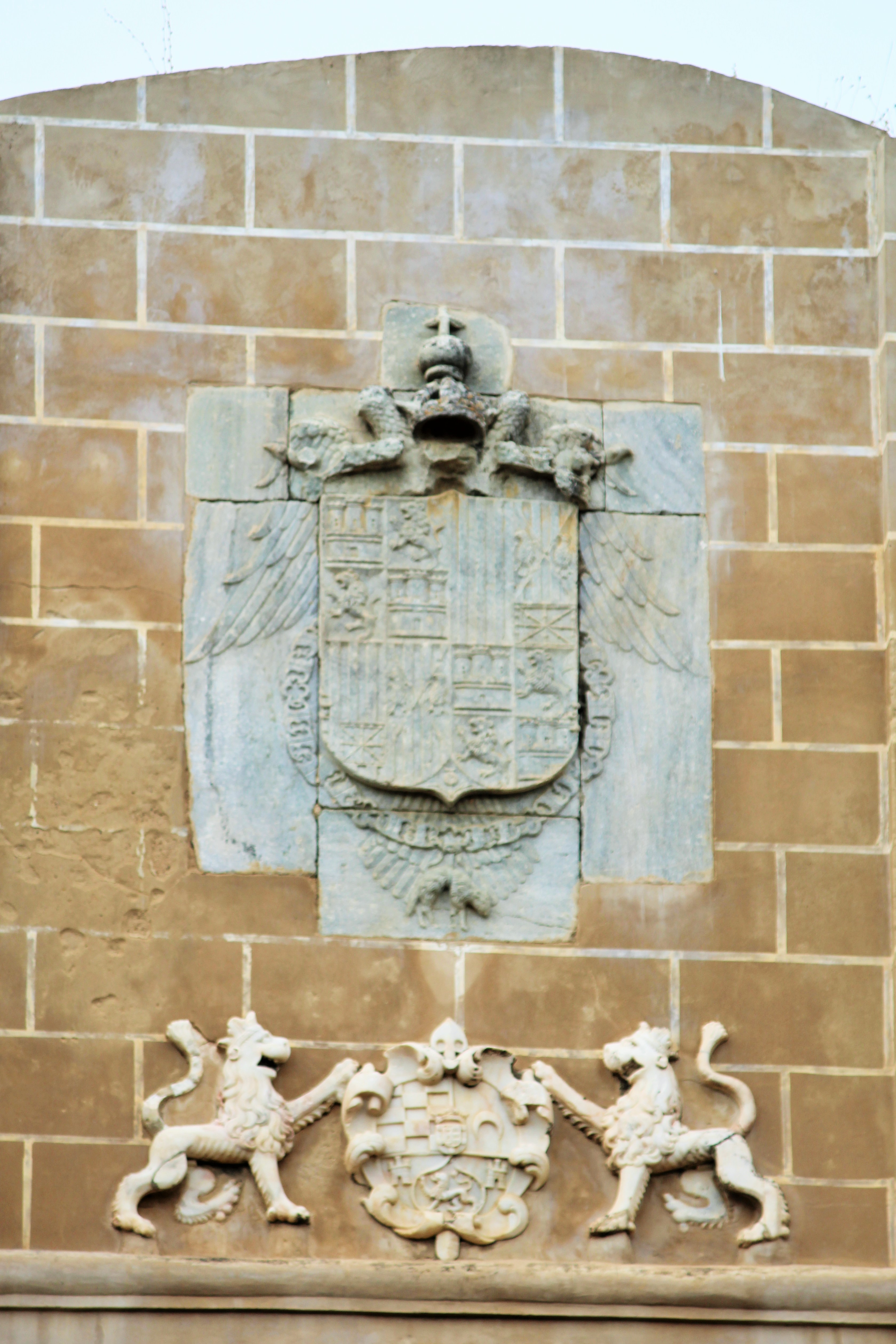
Escudos del rey Carlos I (arriba) y del IV conde de Montijo (abajo, sostenido por leones), en las murallas de Badajoz. Labrados en un lienzo de falsos sillares que se levanta sobre el arco exterior de la Puerta de Mérida. El escudo real es de época del Emperador, mientras que el nobiliario fue puesto a finales del, en sustitución de otro que tal vez ostentaría las armas de la ciudad o más probablemente las del alcaide que edificó esta puerta.

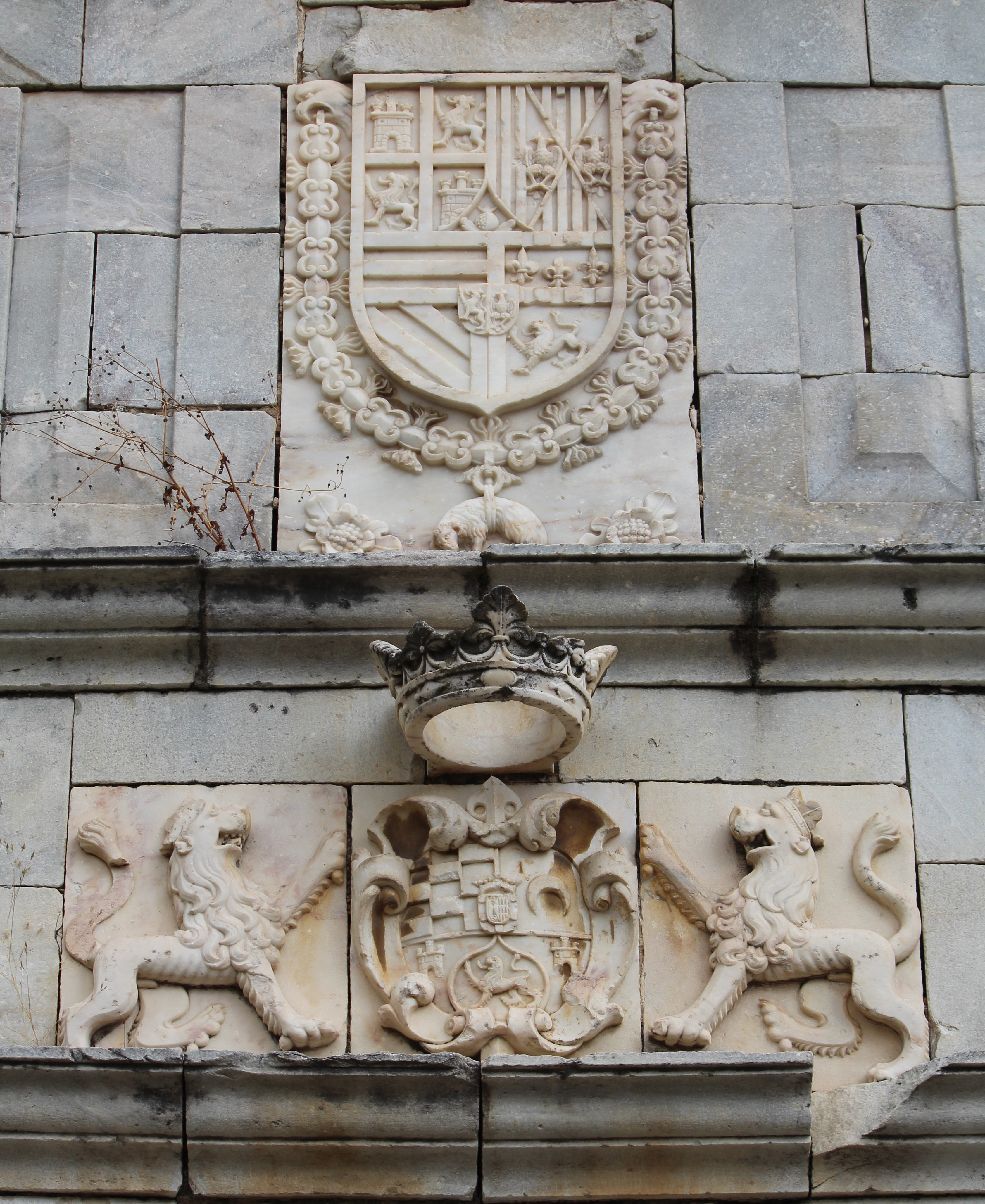
Escudos del rey Carlos II (arriba) y del IV conde de Montijo (abajo, sostenido por leones), en las murallas de Badajoz. Quedan enmarcados por el alfiz, rematado en frontón, que guarnece el lado exterior de la Puerta del Pilar. Las armas reales han perdido la corona voladiza que originalmente las timbraba. Situada al suroeste del recinto, entre el baluarte de San Roque y el de San Juan, esta puerta fue edificada por el capitán general de Extremadura Cristóbal Portocarrero de Guzmán y Luna, IV conde de Montijo, y terminada en 1692. El conde donó también la pequeña estatua de la Virgen del Pilar que en una hornacina preside la fachada interior de esta puerta, a la que da nombre.

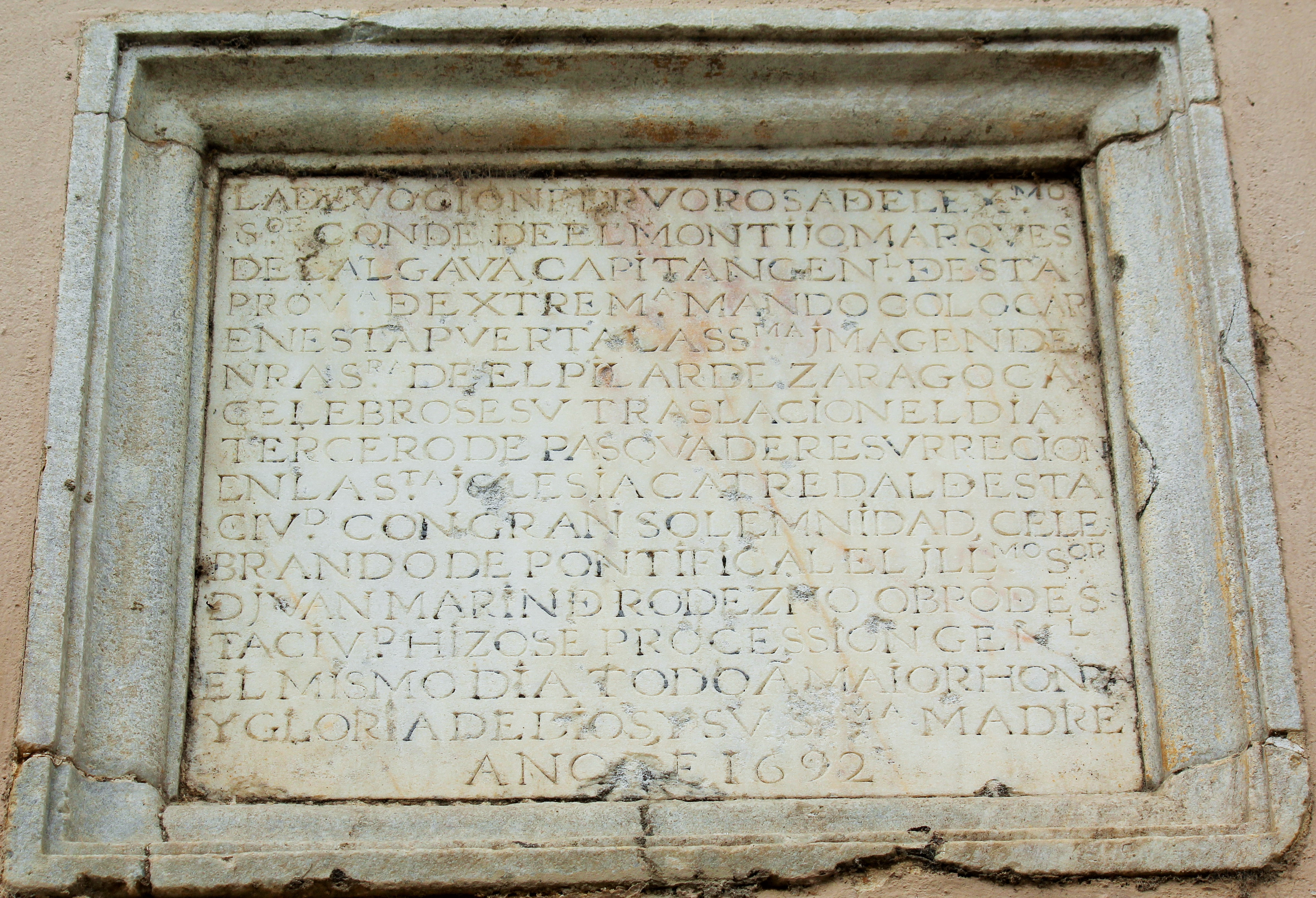
Placa conmemorativa de la construcción de la Puerta del Pilar, en las murallas de Badajoz. Hace pendant con otra que informa de las indulgencias concedidas por el obispo Juan Marín de Rodezno a quienes rezaren ante la imagen de la Virgen que da nombre a esta puerta. Ambas lápidas flanquean el arco por su fachada interior. Su texto: «La devoción fervorosa del Ex.^{mo} S.^{or} Conde de el Montijo, Marqués de la Algava, capitán general de esta prov.^{a} de Extrem.^{a}, mandó colocar en esta puerta la Ss.^{ma} imagen de N.^{ra} S.^{ra} de el Pilar de Zaragoça. Celebróse su traslación el día tercero de Pasqua de Resurrección en la S.^{ta} Iglesia Catredal [sic] de esta ciu.^{d} con gran solemnidad, celebrando de pontifical el Ill.^{mo} S.^{or} D. Juan Marín de Rodezno, Obispo de esta ciu.^{d} Hízose processión gen.^{l} el mismo día, todo a maior honra y gloria de Dios y su Ss.^{ma} Madre. Año de 1692.»

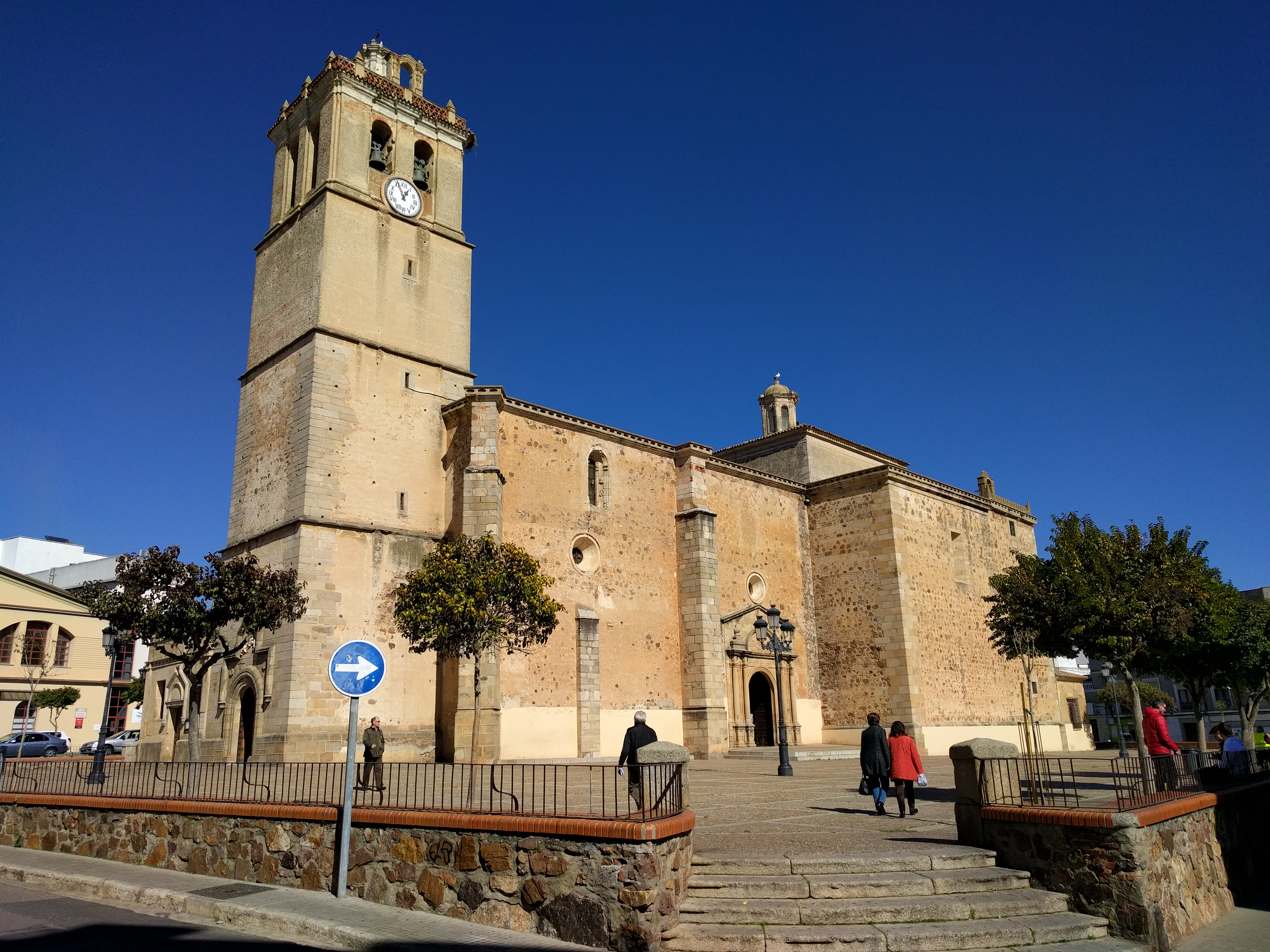
En la imponente Iglesia Parroquial de San Pedro Apóstol de Montijo existe una sepultura, situada en un lateral de la nave, con el siguiente epitafio: «D.O.M. Aquí están sepultados los restos de los antepasados de los Señores Condes de Montijo. R.I.P.»

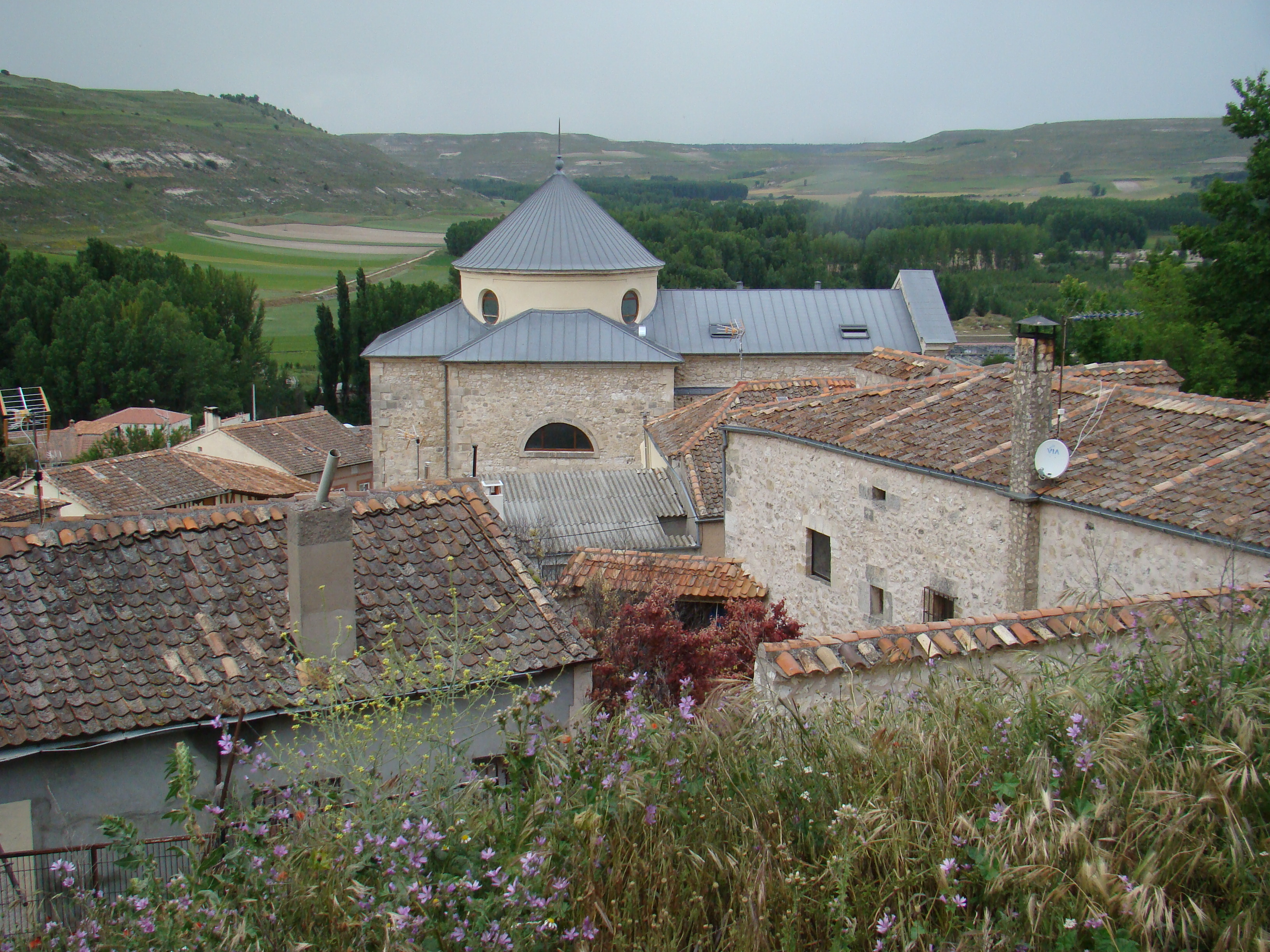
Capilla de los Condes de Montijo en Fuentidueña.

### Señores de Montijo
El emperador y rey Carlos I de España concedió el señorío de Montijo por real cédula de 1.º de enero de 1550, en favor de

• Pedro Portocarrero (c.1515-1557), II marqués de Villanueva del Fresno, X señor de Moguer, I señor de Montijo. Era hijo de Juan Portocarrero, I marqués de Villanueva del Fresno, IX señor de Moguer, comendador mayor de Castilla en la Orden de Santiago, y de María Osorio, su mujer, de los condes de Lemos.

En 1544 sucedió a su padre en el título nobiliario y estados de los Portocarrero, que incluían las villas de Moguer, Villanueva del Fresno y Villanueva de Barcarrota. La de Montijo la adquirió de la Real Hacienda mediante precio.

Este señor no tuvo hijos. En su testamento, hecho en 1551, declaraba que la casa y estados que hubo de su padre debían pasar a su hermano segundo, Alonso. Y fundaba un mayorazgo en cabeza de su hermano tercero, Cristóbal Osorio, señalando para integrarlo la villa de Montijo, entre otros bienes. A este mayorazgo quedaría agregado años después el título nobiliario, cuya sucesión se rige por sus llamamientos.

Había casado dos veces: la primera el 17 de septiembre de 1527 con Magdalena Pacheco, su tía segunda, hija de Diego López Pacheco, II marqués de Villena, mayordomo mayor del rey Enrique IV (que era hermano de Pedro Portocarrero el Sordo, abuelo paterno de Pedro), y de Juana Enríquez de Velasco, su mujer, de los almirantes de Castilla.

Y en segundas nupcias casó con María Enríquez de Ribera, su prima carnal, que le sobrevivió muchos años. Esta señora, siendo viuda, adquirió de la Corona en 1580 la villa de la Puebla de la Calzada, y por su testamento la agregó al mayorazgo de Montijo en cabeza del primer conde de este título, sobrino de su marido. Era hermana de los dos primeros duques de Alcalá de los Gazules e hija de Fernando Enríquez de Ribera, capitán general de Sevilla, de los marqueses de Tarifa y condes de los Molares, y de Inés Portocarrero, su mujer, de los señores de Moguer (que era hermana del padre de Pedro).

En 1557 entró a poseer el mayorazgo su hermano

• Cristóbal Osorio Portocarrero (1502-1571), II señor de Montijo.

Casó con María Manuel de Villena, hija de Juan Manuel de Villena, III señor de Cheles, y de la portuguesa Isabel de Mendoza, su mujer, que era hermana entera de Juana de Mendoza: la que casó con el duque Don Jaime de Braganza, príncipe heredero de Portugal. Nieta de Diego Manuel, II señor de Cheles, y de Mayor de Silva, de los señores de la Higuera de Vargas, y materna de Diego de Mendoza, alcaide de Mourão y anadel mayor de los Ballesteros, y de Beatriz Suárez de Albergaria. Fueron hijos suyos:
1. Juan Portocarrero y Manuel, que fue el primer conde de Montijo, y sigue.
2. Alfonso Portocarrero, caballero de la Orden de Calatrava y comendador de Belvís y Navarra en la de Alcántara, que sirvió a las órdenes de Don Juan de Austria en la guerra de las Alpujarras y murió combatiendo en Poqueira año de 1569. Su muerte heroica inspiró a fray Luis de León su famosa oda XXII, dedicada A Don Pedro Portocarrero (hermano del muerto) y que empieza: «La cana y alta cumbre / de Ilíberi, clarísimo Carrero...»[7][8]
3. El obispo Pedro Portocarrero, que nació en Villanueva del Fresno hacia 1545 y murió en Cuenca el 20 de septiembre de 1600. Fue licenciado in utroque jure, rector de la Universidad de Salamanca, canónigo de Sevilla, oidor en Valladolid, regente de Galicia, comisario general de Cruzada, obispo de Calahorra, de Córdoba y de Cuenca, inquisidor general, consejero de la Suprema y de los Reales de Hacienda y Estado.
4. Y Cristóbal Portocarrero, que seguirá después como II conde.

### Condes de Montijo
Consesionario

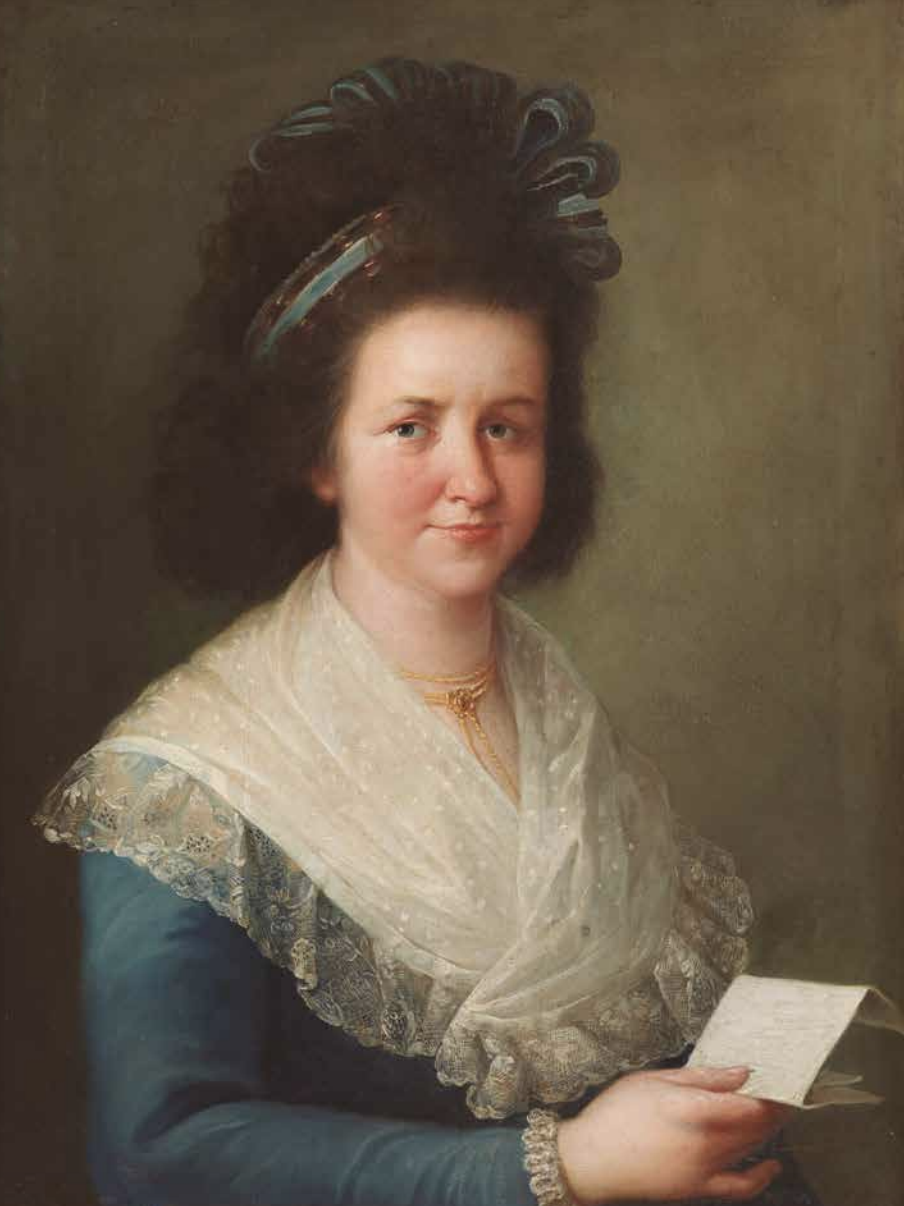
VI Condesa de Montijo.

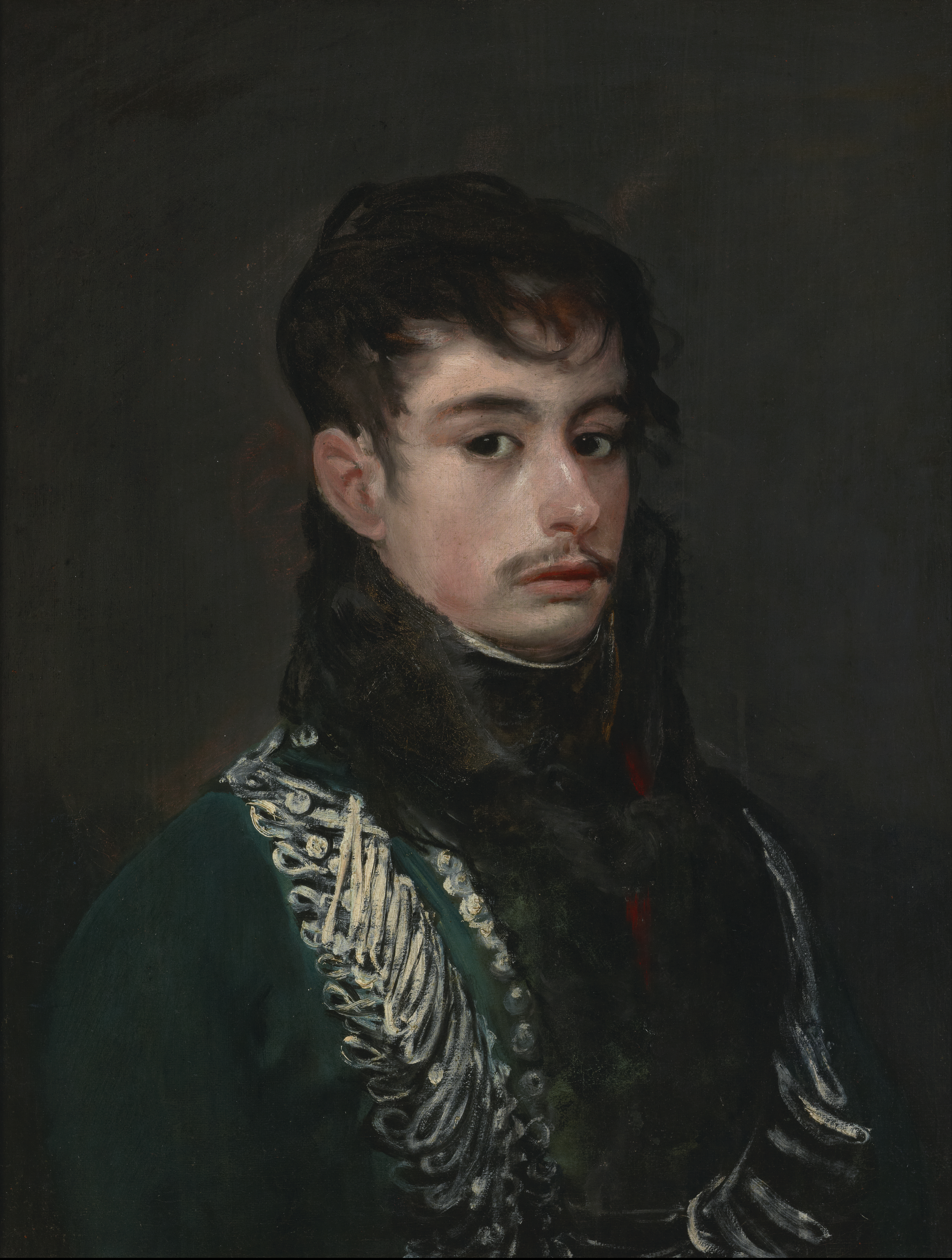
VII Conde de Montijo.

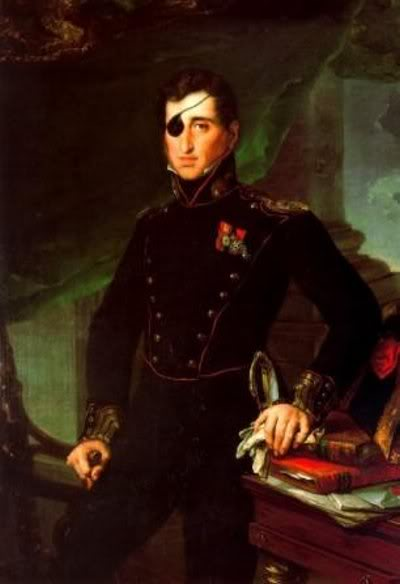
VIII Conde de Montijo.

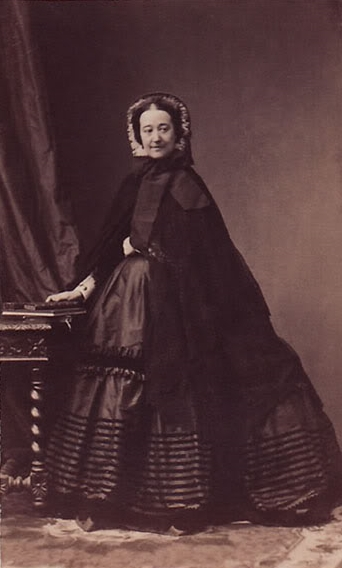
IX Condesa de Montijo. Hermana de la célebre "Eugenia de Montijo".

El título nobiliario fue creado en 1599 a favor de

• Juan Portocarrero y Manuel (c.1540-1606), III señor y I conde de Montijo, caballero de la Orden de Santiago y mayordomo del rey Felipe III, que falleció en 1606.

Casó en 1567 con María Manrique y Messía Carrillo, fallecida el 8 de mayo de 1610. Hija de los I marqueses de la Guardia. Sin descendencia.

Segundo conde

En 1606 sucedió su hermano

• Cristóbal Portocarrero (1560-1616), II conde de Montijo, que falleció en 1616. Contrajo matrimonio en 1597 con Antonia de Luna y Enríquez de Almansa (1570-17 de octubre de 1605), hija del VII señor de Fuentidueña. 

Tercer conde

En 1616 sucedió su hijo

• Cristóbal Portocarrero (1598-1658), III conde de Montijo, capitán general del ejército de Extremadura, que casó con Ana de Luna y Mendoza (1595-1658), II condesa de Fuentidueña.

Cuarto conde

En 1658 sucedió su nieto

• Cristóbal Portocarrero de Guzmán y Luna (1638-1704), IV conde de Montijo, XI de Teba y III de Fuentidueña, VIII marqués de la Algaba, IX de Ardales y IV de Valderrábano, concesionario de la grandeza de España, capitán general de Extremadura, comisario general de la Infantería y la Caballería de España, caballero de la Orden de Santiago, mayordomo del rey Carlos II y de sus Consejos de Estado y Guerra. Nació en 1639 y falleció el 31 de octubre de 1704.

Casó tres veces: la primera en Madrid (San Sebastián) el 22 de octubre de 1659 con Úrsula de la Cerda y Leyva (1643-25 de enero de 1683).

Volvió a casar con Victoria de Toledo Benavides,

Y contrajo terceras nupcias el 15 de marzo de 1690 con María Regalado Funes de Villalpando y Monroy IV marquesa de Osera, nacida en 1670 y que le sobrevivió más de treinta años: hasta el 13 de mayo de 1738.

Quinto conde

En 1616 sucedió su hijo del tercer matrimonio

• Cristóbal Gregorio Portocarrero y Funes de Villalpando (1693-1763), V conde de Montijo y IV de Fuentidueña, X marqués de Villanueva del Fresno, IX de la Algaba, V de Valderrábano, IV de Castañeda y V de Osera, grande de España. Nació en Montijo el 12 de junio de 1693 y falleció en Madrid el 15 de junio de 1763.

Casó el 15 de abril de 1717 con María Dominga Fernández de Córdoba y Portocarrero (1693-1747). Tuvieron por primogénito a
Cristóbal Pedro Portocarrero Osorio y Guzmán (1728-1757), III marqués de Valderrábano, que no sucedió en la casa porque premurió a su padre. Casó con María Josefa de Zúñiga y Girón, XVI vizcondesa de los Palacios de la Valduerna y VI de la Calzada, nacida el 25 de abril de 1733 en Madrid, donde finó el 7 de diciembre de 1796. Hija de Antonio de Zúñiga y Ayala, XI duque de Peñaranda de Duero, XII conde de Miranda del Castañar, XII marqués de la Bañeza, X de Mirallo y IX de Valdunquillo, XII vizconde de la Valduerna y V de la Calzada, grande de España de inmemorial, y de María Teresa Girón Sandoval Toledo y Portugal, su mujer, de los duques de Uceda y de Lerma. Padres de
María Francisca de Sales Portocarrero de Guzmán y Zúñiga, que sigue.
Sexta condesa

En 1763 sucedió su nieta

• María Francisca de Sales Portocarrero de Guzmán y Zúñiga (1754-1808), VI condesa de Montijo y IX de Baños, dos veces grande de España; XI marquesa de Villanueva del Fresno, X de la Algaba, VII de Valderrábano, V de Castañeda y VI de Osera; XVI condesa de Teba, V de Fuentidueña, X de Casarrubios del Monte y VI de Ablitas; XVII vizcondesa de los Palacios de la Valduerna y VII de la Calzada. Nació en Madrid el 10 de junio de 1754 y murió en Logroño el 15 de abril de 1808.

Casó dos veces: la primera con Felipe Antonio de Palafox Rebolledo y Croy, que nació el 3 de julio de 1739 y murió el 24 de octubre de 1790, hijo de Joaquín Antonio de Palafox y Centurión de Córdoba, VI marqués de Ariza, y de María Ana Carlota de Croy d'Havré, de los príncipes de Croy. Y en segundas nupcias, con Estanislao de Lugo y Molina (1753-1833). Del primero tuvo por hijos a
1. Eugenio Portocarrero y Palafox, que sigue.
2. María Gabriela Palafox y Portocarrero, que casó con el teniente general Luis Rebolledo de Palafox y Melci (1772-1843), su deudo, IV marqués de Lazán, XI de Navarrés y VI de Cañizar, que nació en Zaragoza el 2 de junio de 1772 y falleció en Madrid el 28 de diciembre de 1843. Era hermano mayor del capitán general José de Palafox, defensor y I duque de Zaragoza, con quien sirvió en los sitios de esta ciudad, y le sucedió al frente de la capitanía general de Aragón. Hijo de Juan Felipe Rebolledo de Palafox y Bermúdez de Castro, III marqués de Lazán y V de Cañizar, y de la italiana Paula Melzi de Eril, su mujer. Con sucesión.[12][13]
3. María Ramona Palafox y Portocarrero, que casó con José Antonio de la Cerda y Marín de Resende, VI conde de Parcent. Con prole.[12]
4. Cipriano Portocarrero y Palafox, que seguirá.
5. Tomasa Palafox y Portocarrero, que casó con el teniente general Francisco de Borja Álvarez de Toledo Osorio, XVI duque de Medina Sidonia, XII marqués de Villafranca, etc., capitán general de Murcia, procurador en cortes y diputado a las de Cádiz, caballero de la Orden del Toisón de Oro y gran cruz de la de Carlos III, gentilhombre de cámara del rey Carlos IV y caballerizo mayor de la reina María Luisa. Nació el duque el 9 de junio de 1763 en Madrid, donde murió el 12 de febrero de 1821. Hijo de Antonio Álvarez de Toledo Osorio, XI marqués de Villafranca y XI marqués de los Vélez, y de María Antonia Gonzaga y Caracciolo, su mujer, de los duques de Solferino.[12]
6. Y María de los Dolores Benita Palafox y Portocarrero, camarera mayor de la reina Isabel II de 1841 a 1842.[14] Nació en Madrid el 10 de marzo de 1782, fue bautizada en San Martín el 20 y murió intestada en la misma villa el 12 de junio de 1864 (Santos Justo y Pastor). Casó en Madrid el 16 de enero de 1799 (Santos Justo y Pastor) con Antonio Ciriaco Bellvís de Moncada y Toledo, IV marqués de Bélgida, XVI de Mondéjar, V de San Juan de Piedras Albas, X de Agrópoli, X de Villamayor de las Ibernias, de Valhermoso de Tajuña, VII de Orellana la Vieja, IX de Adeje y VIII de Benavites; XIX conde de Tendilla, XII de Villardompardo, XIII de la Gomera, VIII de Sallent, VII de Villamonte y de Coruña; vizconde de Torija, señor de Alconchel, grande de España (dos veces: por los marquesados de Mondéjar y Piedras Albas, pero se anteponía el de Bélgida que le tocaba por varonía), adelantado mayor perpetuo de la Nueva Galicia. Nació en Madrid el 8 de agosto de 1775, fue bautizado en San Martín el 9 y falleció en la misma villa el 19 de agosto de 1842 (Santos Justo y Pastor). Hijo de Juan de la Cruz Bellvís de Moncada y Pizarro, III marqués de Bélgida, XVI de Mondéjar, IV de Piedras Albas, etc., caballero del Toisón de Oro, gran cruz de Carlos III y maestrante de Valencia, caballerizo mayor y sumiller de corps del rey Carlos IV, y de María de la Encarnación de Toledo y Gonzaga, su mujer, de los marqueses de Villafranca, dama de la reina y de la Orden de María Luisa. Con sucesión.[12][15]

Séptimo conde

En 1808 sucedió su hijo

• Eugenio Eulalio Portocarrero y Palafox (1773-1834), VII conde de Montijo, XVI de Miranda del Castañar y X de Baños, XIV duque de Peñaranda de Duero, cuatro veces grande de España; marqués de Villanueva del Fresno, XI de la Algaba, de Ardales, de la Bañeza, VIII de Valderrábano, VII de Osera, XIII de Mirallo, VI marqués de Castañeda y XII de Valdunquillo; XVII conde de Teba, VI de Fuentidueña, XI de Casarrubios del Monte y VII de Ablitas; XVIII vizconde de la Valduerna y VIII de la Calzada. Nació en 1773 y falleció viudo y sin descendencia el 18 de julio de 1834.

Había casado el 6 de octubre de 1792 con María Ignacia de Idiáquez y Carvajal, que murió sin prole el 3 de noviembre de 1826.

Octavo conde

En 1834 sucedió su hermano

• Cipriano Portocarrero y Palafox (1784-1839), VIII conde de Montijo, XVII de Miranda del Castañar y XI de Baños, XV duque de Peñaranda de Duero, cuatro veces grande de España; marqués de Villanueva del Fresno, VII de Castañeda, XII de la Algaba, de Ardales, de la Bañeza, IX de Valderrábano, VIII de Osera, XIV de Mirallo y XIII de Valdunquillo; XVII conde de Teba, VII de Fuentidueña, XII de Casarrubios del Monte, X de Mora y VIII de Ablitas, IX vizconde de la Calzada. Nació en 1784 y falleció el 15 de marzo de 1839.

Contrajo matrimonio el 15 de diciembre de 1817 con María Manuela Kirkpatrick y de Grevignée, que ya viuda fue camarera mayor de la reina Isabel II, entre 1847 y 1848. Mujer de gran belleza y donaire, diez años más joven que él, nació en Málaga el 24 de febrero de 1794 y murió en Carabanchel el 22 de noviembre de 1879. Tras unos quince años de convivencia, el matrimonio se separó de hecho, y Manuela se instaló con las dos hijas en París, donde al parecer mantuvo una discreta relación adúltera con el joven George Villiers, que después sería IV conde de Clarendon, destacado político inglés. Su amigo Prosper Mérimée se inspiró en ella para crear su personaje de Carmen. Tras quedar viuda en 1839, regresó a Madrid con la intención de casar bien a las hijas. Su palacio de Carabanchel, donde hacía gran ostentación de lujo, fue epicentro social de la corte isabelina durante la regencia de Espartero y la década moderada. Era hija de Guillermo Kirkpatrick de Closeburn: un noble escocés refugiado en España a causa de su catolicismo y su lealtad jacobita, y de María Francisca de Grevignée y Gallegos, su mujer, malagueña de origen belga y también noble. Su padre se había instalado en Jerez de la Frontera, dedicándose con éxito al comercio de vinos; después pasó a Málaga, donde compaginó sus negocios con el cargo de cónsul de los Estados Unidos, y en esta ciudad se casó tardíamente con la hija de su socio. Procrearon tres hijos:
1. Francisco Portocarrero, que murió niño;
2. María Francisca de Sales Portocarrero, que sigue, y
3. María Eugenia de Guzmán y Portocarrero (1826-1920), XX condesa de Teba, XII de Baños, XI de Mora, IX de Ablitas y X de Santa Cruz de la Sierra; XVIII marquesa de Ardales, XVIII de Moya y IX de Osera; X vizcondesa de la Calzada y XVII baronesa de Quinto, grande de España (por su título de Baños, que empero no usaba en primer lugar). Sucedió en algunos de estos títulos por cesión de su hermana mayor, cuando esta entró a poseer alguna casa incompatible.[16] Fue emperatriz de los franceses por su matrimonio, celebrado en París el 30 de enero de 1853, con el ya emperador Napoleón III. Tuvieron un solo hijo:
el malogrado príncipe imperial Napoleón Eugenio Luis Bonaparte, que nació en París el 16 de marzo de 1856 y murió soltero en vida de su madre el 1.º de junio de 1879, cuando servía en el ejército británico contra los zulúes y cayó en una emboscada cerca de Ulundi, en Sudáfrica. Había designado por sucesor en sus derechos dinásticos al príncipe Napoleón Víctor Bonaparte, su primo segundo.

Novena condesa

Por real carta del 9 de junio de 1839, sucedió su hija

• María Francisca de Sales Portocarrero y Kirkpatrick (Paca, 1825-1860), IX condesa de Montijo y XVIII de Miranda del Castañar, XVI duquesa de Peñaranda de Duero, tres veces grande de España; marquesa de Villanueva del Fresno, VIII de Castañeda, XIII de la Algaba, de la Bañeza, X de Valderrábano, de Villanueva del Fresno, de Barcarrota, XV de Mirallo y XIV de Valdunquillo; XIX condesa de Teba, VIII de Fuentidueña, XIII de Casarrubios del Monte y de San Esteban de Gormaz; XIX vizcondesa de los Palacios de la Valduerna y X de la Calzada. Nació en 1825 y falleció el 16 de octubre de 1860.

Casó el 14 de febrero de 1844 con Jacobo Fitz-James Stuart y Ventimiglia (1821-1881), XV duque de Alba de Tormes etc. Fueron padres de
1. Carlos Fitz-James Stuart y Portocarrero, XVI duque de Alba.
2. María de la Asunción Rosalía Fitz-James Stuart y Portocarrero, I duquesa de Galisteo (fue la XI duquesa de esta denominación, pero concesionaria de la segunda creación del título), XII condesa de Mora, dos veces grande de España, XX marquesa de la Bañeza, XX vizcondesa de los Palacios de la Valduerna. Casó con José Mesía del Barco y Gayoso de los Cobos (1853-1917), IV duque de Tamames, X marqués de Campollano. Con sucesión.[16]
3. Y María Luisa Eugenia Fitz-James Stuart y Portocarrero, IX duquesa de Montoro, grande de España, XVI marquesa de Mirallo y XV de Valdunquillo. En 1868 sucedió en ambos marquesados, que vacaban desde 1860 por muerte de su madre; hubo el ducado por cesión de su padre y real carta de Amadeo dada en 1871. Nació en Madrid el 19 de octubre de 1853 y falleció sin prole en Sevilla el 9 de febrero de 1876, de edad de 22 años. Casó en Madrid el 2 de octubre de 1875 (San Marcos), con Luis Fernández de Córdoba y Pérez de Barradas (1851-1879), duque de Medinaceli, etc.[16]

Décimo conde

Por real carta del 31 de mayo de 1865, sucedió su hijo

• Carlos María Fitz-James Stuart y Portocarrero (1849-1901), XVI duque de Alba y XVII de Peñaranda de Duero, X conde de Montijo, XIX de Miranda del Castañar; XIV marqués de la Algaba, XI de Valderrábano, X de Osera, IX conde de Fuentidueña, XI vizconde de la Calzada, etc., que falleció el 15 de octubre de 1901.

Casó con María del Rosario Falcó y Osorio (1854-1904).

Undécimo conde

Por real carta del 10 de mayo de 1902, sucedió su hijo segundo

• Hernando Carlos Fitz-James Stuart y Falcó (1882-1936), XVIII duque de Peñaranda de Duero, XI conde de Montijo, dos veces grande de España, XII marqués de Valderrábano, senador del Reino, gentilhombre de cámara del rey Alfonso XIII con ejercicio y servidumbre. Nació en Madrid el 3 de noviembre de 1882 y murió asesinado en Paracuellos el 8 de noviembre de 1936. Casó el 20 de diciembre de 1929 con María del Carmen de Saavedra y Collado, XIII marquesa de Villaviciosa, nacida en Madrid el 21 de julio de 1889 y finada en Sevilla el 23 de abril de 1967, hija de José de Saavedra y Salamanca, II marqués de Viana  y II conde de Urbasa, grande de España, caballerizo y montero mayor del rey Alfonso XIII, sumiller de corps y jefe superior de Palacio, senador por derecho propio, caballero del Toisón de Oro y gran cruz de Carlos III, y de Mencía de Collado y del Alcázar, su mujer, IX marquesa del Valle de la Paloma, de los marqueses de la Laguna.

Duodécimo conde

Por acuerdo de la Diputación de la Grandeza de 1939, decreto de convalidación y carta del 23 de abril de 1954, sucedió su hijo

• Fernando Alfonso Fitz-James Stuart y Saavedra (1922-1970), XIX duque de Peñaranda, XII conde de Montijo, dos veces grande de España, XI duque de Berwick (título británico, con la dignidad de par de Inglaterra). Nació en 1922 y falleció el 20 de julio de 1970.

Casó con María Isabel Gómez y Ruiz.

#### Actual titular
Por orden publicada en el BOE del 8 de febrero de 1971, y carta del 6 de octubre del mismo año, sucedió su hijo

• Jacobo Hernando Fitz-James Stuart y Gómez (n. 1947), XX duque de Peñaranda de Duero y VIII de la Roca, XIII y actual conde de Montijo, VI marqués de la Laguna y IV de Viana, cinco veces grande de España; XIV marqués de Villaviciosa, IX de Coquilla y de Sofraga; IV conde de Urbasa y de Torrehermosa, XII duque de Berwick en el Reino Unido.

## Árbol genealógico
| Cristobal Osorio Portocarrero II señor de Montijo (1502-1571) Hermano de Pedro Portocarrero, II marqués de Villanueva del Fresno y I señor de Montijo |                                                                       |                                                                       |                                                                       |                                                                       |                                                                       |  |  |                                                                                            |                                                                 |                                                                 |                                                                 |                                                                 |                                                                 |  |  |                                                                          |                                                                   |                                                                   |                                                                   |                                                                   |                                                                   |  |  |  |  |  |  |  |  |  |  |  |  |  |  |  |  |  |  |  |  |  |  |
| |                                                                       |                                                                       |                                                                       |                                                                       |                                                                       |  |  |                                                                                            |                                                                 |                                                                 |                                                                 |                                                                 |                                                                 |  |  |                                                                          |                                                                   |                                                                   |                                                                   |                                                                   |                                                                   |  |  |  |  |  |  |  |  |  |  |  |  |  |  |  |  |  |  |  |  |  |  |
| |                                                                       |                                                                       |                                                                       |                                                                       |                                                                       |  |  |                                                                                            |                                                                 |                                                                 |                                                                 |                                                                 |                                                                 |  |  |                                                                          |                                                                   |                                                                   |                                                                   |                                                                   |                                                                   |  |  |  |  |  |  |  |  |  |  |  |  |  |  |  |  |  |  |  |  |  |  |
| Juan Portocarrero y Manuel III señor y I conde de Montijo ( ¿? -1610)                                                                                 | Juan Portocarrero y Manuel III señor y I conde de Montijo ( ¿? -1610) | Juan Portocarrero y Manuel III señor y I conde de Montijo ( ¿? -1610) | Juan Portocarrero y Manuel III señor y I conde de Montijo ( ¿? -1610) | Juan Portocarrero y Manuel III señor y I conde de Montijo ( ¿? -1610) | Juan Portocarrero y Manuel III señor y I conde de Montijo ( ¿? -1610) |  |  | Cristóbal Portocarrero II conde de Montijo (1560-1616)                                     | Cristóbal Portocarrero II conde de Montijo (1560-1616)          | Cristóbal Portocarrero II conde de Montijo (1560-1616)          | Cristóbal Portocarrero II conde de Montijo (1560-1616)          | Cristóbal Portocarrero II conde de Montijo (1560-1616)          | Cristóbal Portocarrero II conde de Montijo (1560-1616)          |  |  |                                                                          |                                                                   |                                                                   |                                                                   |                                                                   |                                                                   |  |  |  |  |  |  |  |  |  |  |  |  |  |  |  |  |  |  |  |  |  |  |
| Juan Portocarrero y Manuel III señor y I conde de Montijo ( ¿? -1610)                                                                                 | Juan Portocarrero y Manuel III señor y I conde de Montijo ( ¿? -1610) | Juan Portocarrero y Manuel III señor y I conde de Montijo ( ¿? -1610) | Juan Portocarrero y Manuel III señor y I conde de Montijo ( ¿? -1610) | Juan Portocarrero y Manuel III señor y I conde de Montijo ( ¿? -1610) | Juan Portocarrero y Manuel III señor y I conde de Montijo ( ¿? -1610) |  |  | Cristóbal Portocarrero II conde de Montijo (1560-1616)                                     | Cristóbal Portocarrero II conde de Montijo (1560-1616)          | Cristóbal Portocarrero II conde de Montijo (1560-1616)          | Cristóbal Portocarrero II conde de Montijo (1560-1616)          | Cristóbal Portocarrero II conde de Montijo (1560-1616)          | Cristóbal Portocarrero II conde de Montijo (1560-1616)          |  |  |                                                                          |                                                                   |                                                                   |                                                                   |                                                                   |                                                                   |  |  |  |  |  |  |  |  |  |  |  |  |  |  |  |  |  |  |  |  |  |  |
| |                                                                       |                                                                       |                                                                       |                                                                       |                                                                       |  |  | Cristóbal Portocarrero III conde de Montijo (1598-1658)                                    |                                                                 |                                                                 |                                                                 |                                                                 |                                                                 |  |  |                                                                          |                                                                   |                                                                   |                                                                   |                                                                   |                                                                   |  |  |  |  |  |  |  |  |  |  |  |  |  |  |  |  |  |  |  |  |  |  |
| |                                                                       |                                                                       |                                                                       |                                                                       |                                                                       |  |  |                                                                                            |                                                                 |                                                                 |                                                                 |                                                                 |                                                                 |  |  |                                                                          |                                                                   |                                                                   |                                                                   |                                                                   |                                                                   |  |  |  |  |  |  |  |  |  |  |  |  |  |  |  |  |  |  |  |  |  |  |
| |                                                                       |                                                                       |                                                                       |                                                                       |                                                                       |  |  | Cristóbal Portocarrero Osorio y Guzmán III marqués de Valderrábano (1617-1641)             |                                                                 |                                                                 |                                                                 |                                                                 |                                                                 |  |  |                                                                          |                                                                   |                                                                   |                                                                   |                                                                   |                                                                   |  |  |  |  |  |  |  |  |  |  |  |  |  |  |  |  |  |  |  |  |  |  |
| |                                                                       |                                                                       |                                                                       |                                                                       |                                                                       |  |  |                                                                                            |                                                                 |                                                                 |                                                                 |                                                                 |                                                                 |  |  |                                                                          |                                                                   |                                                                   |                                                                   |                                                                   |                                                                   |  |  |  |  |  |  |  |  |  |  |  |  |  |  |  |  |  |  |  |  |  |  |
| |                                                                       |                                                                       |                                                                       |                                                                       |                                                                       |  |  | Cristóbal Portocarrero de Guzmán y Luna IV conde de Montijo (1638-1704)                    |                                                                 |                                                                 |                                                                 |                                                                 |                                                                 |  |  |                                                                          |                                                                   |                                                                   |                                                                   |                                                                   |                                                                   |  |  |  |  |  |  |  |  |  |  |  |  |  |  |  |  |  |  |  |  |  |  |
| |                                                                       |                                                                       |                                                                       |                                                                       |                                                                       |  |  |                                                                                            |                                                                 |                                                                 |                                                                 |                                                                 |                                                                 |  |  |                                                                          |                                                                   |                                                                   |                                                                   |                                                                   |                                                                   |  |  |  |  |  |  |  |  |  |  |  |  |  |  |  |  |  |  |  |  |  |  |
| |                                                                       |                                                                       |                                                                       |                                                                       |                                                                       |  |  | Cristóbal Gregorio Portocarrero y Funes de Villalpando V conde de Montijo (1692-1763)      |                                                                 |                                                                 |                                                                 |                                                                 |                                                                 |  |  |                                                                          |                                                                   |                                                                   |                                                                   |                                                                   |                                                                   |  |  |  |  |  |  |  |  |  |  |  |  |  |  |  |  |  |  |  |  |  |  |
| |                                                                       |                                                                       |                                                                       |                                                                       |                                                                       |  |  |                                                                                            |                                                                 |                                                                 |                                                                 |                                                                 |                                                                 |  |  |                                                                          |                                                                   |                                                                   |                                                                   |                                                                   |                                                                   |  |  |  |  |  |  |  |  |  |  |  |  |  |  |  |  |  |  |  |  |  |  |
| |                                                                       |                                                                       |                                                                       |                                                                       |                                                                       |  |  | Cristóbal Pedro Portocarrero y Guzmán VI marqués de Valderrábano (1728-1757)               |                                                                 |                                                                 |                                                                 |                                                                 |                                                                 |  |  |                                                                          |                                                                   |                                                                   |                                                                   |                                                                   |                                                                   |  |  |  |  |  |  |  |  |  |  |  |  |  |  |  |  |  |  |  |  |  |  |
| |                                                                       |                                                                       |                                                                       |                                                                       |                                                                       |  |  |                                                                                            |                                                                 |                                                                 |                                                                 |                                                                 |                                                                 |  |  |                                                                          |                                                                   |                                                                   |                                                                   |                                                                   |                                                                   |  |  |  |  |  |  |  |  |  |  |  |  |  |  |  |  |  |  |  |  |  |  |
| |                                                                       |                                                                       |                                                                       |                                                                       |                                                                       |  |  | María Francisca de Sales Portocarrero de Guzmán y Zúñiga VI condesa de Montijo (1754-1808) |                                                                 |                                                                 |                                                                 |                                                                 |                                                                 |  |  |                                                                          |                                                                   |                                                                   |                                                                   |                                                                   |                                                                   |  |  |  |  |  |  |  |  |  |  |  |  |  |  |  |  |  |  |  |  |  |  |
| |                                                                       |                                                                       |                                                                       |                                                                       |                                                                       |  |  |                                                                                            |                                                                 |                                                                 |                                                                 |                                                                 |                                                                 |  |  |                                                                          |                                                                   |                                                                   |                                                                   |                                                                   |                                                                   |  |  |  |  |  |  |  |  |  |  |  |  |  |  |  |  |  |  |  |  |  |  |
| |                                                                       |                                                                       |                                                                       |                                                                       |                                                                       |  |  |                                                                                            |                                                                 |                                                                 |                                                                 |                                                                 |                                                                 |  |  |                                                                          |                                                                   |                                                                   |                                                                   |                                                                   |                                                                   |  |  |  |  |  |  |  |  |  |  |  |  |  |  |  |  |  |  |  |  |  |  |
| |                                                                       |                                                                       |                                                                       |                                                                       |                                                                       |  |  | Eugenio Portocarrero y Palafox VII conde de Montijo (1773-1834)                            | Eugenio Portocarrero y Palafox VII conde de Montijo (1773-1834) | Eugenio Portocarrero y Palafox VII conde de Montijo (1773-1834) | Eugenio Portocarrero y Palafox VII conde de Montijo (1773-1834) | Eugenio Portocarrero y Palafox VII conde de Montijo (1773-1834) | Eugenio Portocarrero y Palafox VII conde de Montijo (1773-1834) |  |  | Cipriano Portocarrero y Palafox VIII conde de Montijo (1784-1839)        | Cipriano Portocarrero y Palafox VIII conde de Montijo (1784-1839) | Cipriano Portocarrero y Palafox VIII conde de Montijo (1784-1839) | Cipriano Portocarrero y Palafox VIII conde de Montijo (1784-1839) | Cipriano Portocarrero y Palafox VIII conde de Montijo (1784-1839) | Cipriano Portocarrero y Palafox VIII conde de Montijo (1784-1839) |  |  |  |  |  |  |  |  |  |  |  |  |  |  |  |  |  |  |  |  |  |  |
| |                                                                       |                                                                       |                                                                       |                                                                       |                                                                       |  |  | Eugenio Portocarrero y Palafox VII conde de Montijo (1773-1834)                            | Eugenio Portocarrero y Palafox VII conde de Montijo (1773-1834) | Eugenio Portocarrero y Palafox VII conde de Montijo (1773-1834) | Eugenio Portocarrero y Palafox VII conde de Montijo (1773-1834) | Eugenio Portocarrero y Palafox VII conde de Montijo (1773-1834) | Eugenio Portocarrero y Palafox VII conde de Montijo (1773-1834) |  |  | Cipriano Portocarrero y Palafox VIII conde de Montijo (1784-1839)        | Cipriano Portocarrero y Palafox VIII conde de Montijo (1784-1839) | Cipriano Portocarrero y Palafox VIII conde de Montijo (1784-1839) | Cipriano Portocarrero y Palafox VIII conde de Montijo (1784-1839) | Cipriano Portocarrero y Palafox VIII conde de Montijo (1784-1839) | Cipriano Portocarrero y Palafox VIII conde de Montijo (1784-1839) |  |  |  |  |  |  |  |  |  |  |  |  |  |  |  |  |  |  |  |  |  |  |
| |                                                                       |                                                                       |                                                                       |                                                                       |                                                                       |  |  |                                                                                            |                                                                 |                                                                 |                                                                 |                                                                 |                                                                 |  |  | María Francisca de Sales Portocarrero IX condesa de Montijo (1825-1860)  |                                                                   |                                                                   |                                                                   |                                                                   |                                                                   |  |  |  |  |  |  |  |  |  |  |  |  |  |  |  |  |  |  |  |  |  |  |
| |                                                                       |                                                                       |                                                                       |                                                                       |                                                                       |  |  |                                                                                            |                                                                 |                                                                 |                                                                 |                                                                 |                                                                 |  |  |                                                                          |                                                                   |                                                                   |                                                                   |                                                                   |                                                                   |  |  |  |  |  |  |  |  |  |  |  |  |  |  |  |  |  |  |  |  |  |  |
| |                                                                       |                                                                       |                                                                       |                                                                       |                                                                       |  |  |                                                                                            |                                                                 |                                                                 |                                                                 |                                                                 |                                                                 |  |  | Carlos Fitz-James Stuart y Portocarrero X conde de Montijo (1849-1901)   |                                                                   |                                                                   |                                                                   |                                                                   |                                                                   |  |  |  |  |  |  |  |  |  |  |  |  |  |  |  |  |  |  |  |  |  |  |
| |                                                                       |                                                                       |                                                                       |                                                                       |                                                                       |  |  |                                                                                            |                                                                 |                                                                 |                                                                 |                                                                 |                                                                 |  |  |                                                                          |                                                                   |                                                                   |                                                                   |                                                                   |                                                                   |  |  |  |  |  |  |  |  |  |  |  |  |  |  |  |  |  |  |  |  |  |  |
| |                                                                       |                                                                       |                                                                       |                                                                       |                                                                       |  |  |                                                                                            |                                                                 |                                                                 |                                                                 |                                                                 |                                                                 |  |  | Hernando Fitz-James Stuart y Falcó XI conde de Montijo (1882-1936)       |                                                                   |                                                                   |                                                                   |                                                                   |                                                                   |  |  |  |  |  |  |  |  |  |  |  |  |  |  |  |  |  |  |  |  |  |  |
| |                                                                       |                                                                       |                                                                       |                                                                       |                                                                       |  |  |                                                                                            |                                                                 |                                                                 |                                                                 |                                                                 |                                                                 |  |  |                                                                          |                                                                   |                                                                   |                                                                   |                                                                   |                                                                   |  |  |  |  |  |  |  |  |  |  |  |  |  |  |  |  |  |  |  |  |  |  |
| |                                                                       |                                                                       |                                                                       |                                                                       |                                                                       |  |  |                                                                                            |                                                                 |                                                                 |                                                                 |                                                                 |                                                                 |  |  | Fernando Fitz-James Stuart y Saavedra XII conde de Montijo (1922-1971)   |                                                                   |                                                                   |                                                                   |                                                                   |                                                                   |  |  |  |  |  |  |  |  |  |  |  |  |  |  |  |  |  |  |  |  |  |  |
| |                                                                       |                                                                       |                                                                       |                                                                       |                                                                       |  |  |                                                                                            |                                                                 |                                                                 |                                                                 |                                                                 |                                                                 |  |  |                                                                          |                                                                   |                                                                   |                                                                   |                                                                   |                                                                   |  |  |  |  |  |  |  |  |  |  |  |  |  |  |  |  |  |  |  |  |  |  |
| |                                                                       |                                                                       |                                                                       |                                                                       |                                                                       |  |  |                                                                                            |                                                                 |                                                                 |                                                                 |                                                                 |                                                                 |  |  | Jacobo Hernando Fitz-James Stuart y Gómez XIII conde de Montijo (1950- ) |                                                                   |                                                                   |                                                                   |                                                                   |                                                                   |  |  |  |  |  |  |  |  |  |  |  |  |  |  |  |  |  |  |  |  |  |  |